# 秋田県道284号楢渕横渡線
秋田県道284号楢渕横渡線（あきたけんどう284ごう ならぶちよこわたりせん）は、秋田県由利本荘市を通る一般県道である。

## 概要
由利本荘市岩野目沢で秋田県道29号横手大森大内線から分岐して南方向へ進み、滝温泉へ通じる。滝温泉を過ぎると急カーブが連続する険しい道が続いたあとで道路は南東方向へ進路を変える。若林温泉を過ぎると、黒沢川伝いに南に1.5キロメートル進んでトンネルを抜け、秋田県道30号神岡南外東由利線と立体交差し、由利本荘市東由利蔵字下横渡で秋田県道30号神岡南外東由利線に接続したのち、国道107号交点に至る。
当路線は、ほぼ全線が檜山の西側の山間部の未改良区間を通り、全線の通り抜けをする場合、檜山の東側を通る県道29号-県道30号を迂回する手段がある。

### 路線データ
- 総延長 : 12.728 km[2]
- 実延長 : 12.685 km[2]
- 起点 : 秋田県由利本荘市岩野目沢字袖ヶ台9番（秋田県道29号横手大森大内線交点）[3]北緯39度23分21.67秒 東経140度13分46.81秒
- 終点 : 秋田県由利本荘市東由利蔵字下横渡134番（国道107号交点）[3]北緯39度18分42.5秒 東経140度15分29.9秒
- 未供用区間 : なし[2]

## 歴史
- 1973年（昭和48年）3月1日 - 秋田県道に認定される[3]。

## 路線状況

### 重複区間
- 秋田県道30号神岡南外東由利線（由利本荘市東由利蔵字上横渡・地内）、43 m[2]

### 冬期閉鎖区間
- なし[4]

### 交通不能区間
- なし[5]

## 地理

### 交差する道路
| 施設名 | 接続路線名                   | 備考               | 所在地                     |
| ------ | ---------------------------- | ------------------ | -------------------------- |
|        | 秋田県道29号横手大森大内線   | 起点               | 由利本荘市岩野目沢字袖ヶ台 |
|        | 秋田県道30号神岡南外東由利線 |                    | 由利本荘市東由利蔵字上横渡 |
|        | 国道107号                    | 終点・県道30号終点 | 由利本荘市東由利蔵字下横渡 |

### 沿線の施設など
- 滝温泉